# 앨런 M. 콜린스
앨런 M. 콜린스(Allan M. Collins)는 미국의 인지 과학자이자 노스웨스턴 대학교 교육사회정책대학원의 학습 과학 명예 교수이다. 그의 연구는 인지심리학, 인공지능, 교육 분야에 광범위한 영향을 미친 것으로 인정받고 있다.

## 연구 기여

### 심리학
콜린스는 인간의 의미 기억과 인지에 대한 기초 연구로 심리학 분야에서 가장 잘 알려져 있다. 콜린스와 동료들, 특히 M.R. 퀼리언과 엘리자베스 로프터스는 의미 지식이 분류학적으로 조직된 처리 계층(예: 의미론적 네트워크)으로 연결된 저장된 범주 표현으로 나타난다는 입장을 발전시켰다. 그들의 모델에 대한 지지는 인간의 질문 응답에 대한 일련의 고전적인 반응 시간 실험에서 나왔다.

### 인공지능
인공지능 분야에서 콜린스는 지능형 튜터링 시스템과 그럴듯한 추론에 대한 연구로 인정받고 있다. 공동 연구자인 하이메 카르보넬과 함께 콜린스는 SCHOLAR CAI(컴퓨터 보조 교육)라는 지능형 튜터 시스템의 최초 기록된 사례를 만들었다. SCHOLAR의 지식은 당시 이론화된 인간 의미 기억의 조직과 유사하게 구조화되어 시스템과의 다양한 의미 있는 상호 작용을 제공했다. 콜린스의 광범위한 연구 프로그램은 인간 튜터가 학습자에게 교육을 맞추기 위해 사용하는 전략을 연구하기 위한 담화 분석 방법을 개척했다. 또한 콜린스는 지식이 불완전한 질문에 사람들이 사용하는 다양한 그럴듯한 추론을 특징짓는 형식 이론을 연구하고 개발했다. 중요하게도 콜린스는 그러한 연구에서 얻은 교훈을 SCHOLAR 시스템에 내장하여 시스템의 유용성과 효율성을 향상시키는 방법을 개발했다. 이어서 콜린스는 인과적 지식과 추론을 가르치는 데 문답법을 사용하는 지능형 튜터링 시스템인 WHY를 개발했다. 이 프로젝트와 함께 그는 탐구 교육 대화 분석에서 파생된 소크라테스식 튜터링의 형식적 계산 이론을 개발했다.

### 교육
인지 과학자이자 학습 과학 분야의 기초 멤버로서 콜린스는 여러 교육 연구 및 개발 분야에 영향을 미쳤다. 지능형 튜터링 시스템에 대한 그의 연구를 바탕으로 그는 학교에서 기술 사용을 조사하고 학생 학습을 평가하고 개선하기 위한 교육 기술을 개발하는 수많은 프로젝트를 수행했다. 콜린스는 지식이 개발되고 사용되는 활동, 맥락 및 문화에 내재되어 있다는 상황 인지 관점으로 점차 전환했다. 문화와 활동의 영향을 종종 무시하는 기존 관행에 대응하여 콜린스와 동료들은 효과적인 대안 교육 실천으로 인지적 도제 이론을 개발하고 연구했다. 또한 콜린스는 교육에서 설계 기반 연구 방법론을 옹호하고 개괄한 최초의 사람들 중 한 명이었다.

## 학력 및 전문 직책
- B. A., 미시간 대학교, 1959년 (회계학)
- M. A., 미시간 대학교, 1961년 (커뮤니케이션 과학)
- Ph. D., 미시간 대학교, 1970년 (인지 심리학)
- 선임 과학자, BBN Technologies, 1967년–1982년
- 주요 과학자, BBN Technologies, 1982년–2000년
- 교수, 교육 및 사회 정책, 노스웨스턴 대학교, 1989년–2005년
- 공동 책임자, 미국 교육부 교육 기술 센터, 1991년–1994년
- 연구 교수, 교육 대학원, 보스턴 칼리지, 1998년–2002년
- 방문 학자, 하버드 교육 대학원, 2001년–2005년
- 방문 선임 강사, 하버드 교육 대학원, 2005년–2006년
- 명예 교수, 교육 및 사회 정책, 노스웨스턴 대학교, 2005년–현재

## 학술 영예 및 봉사
- 전미교육학회, 선출된 회원
- 전미인공지능학회, 창립 펠로우, 1990년[5]
- 미국교육연구협회, 창립 펠로우, 2008년
- 존 사이먼 구겐하임 기념 재단 펠로우십, 1974년
- 슬론 펠로우십
- 인지 과학회, 창립 의장, 1979년–1980년
- 인지 과학회, 이사회 회원, 1980년–1987년
- 창립 편집자, 인지 과학, 1976년–1980년
- 편집 위원회, 인지 과학, 1980년–2000년
- 편집 위원회, 담화 과정, 1977년–1987년
- 편집 위원회, 인지와 교육, 1981년–현재
- 편집 위원회, 학습 과학 저널, 1990년–현재

## 주요 출판물
- Collins, A. M., & Quillian, M. R. (1969). Retrieval Time from Semantic Memory. Journal of Verbal Learning and Verbal Behavior, 8, 240–247. (citation classic)
- Collins, A. M., & Loftus, E. F. (1975). A Spreading Activation Theory of Semantic Processing. Psychological Review, 82, 407–428. (citation classic)
- Collins, A. M.; Michalski, R. S. (1989). 《The logic of plausible reasoning: A core theory》 (PDF). 《Cognitive Science》 13. 1–49쪽. doi:10.1207/s15516709cog1301_1.
- Collins A. M., Brown J. S., & Newman S. (1989). Cognitive Apprenticeship: Teaching the Craft of Reading, Writing, and Mathematics, in Knowing, Learning and Instruction: Essays in Honor of Robert Glaser, edited by LB Resnick, Lawrence Erlbaum, Hillsdale, NJ.
- Brown, J. S.; Collins, A.M.; Duguid, P. (1989). 《Situated cognition and the culture of learning》 (PDF). 《Educational Researcher》 18. 32–42쪽. doi:10.3102/0013189x018001032. hdl:2142/17979. S2CID 9824073.
- Collins, A. M. (1992). Towards a design science of education. In E. Scanlon & T. O’Shea (Eds.), New directions in educational technology (pp. 15–22). Berlin: Springer.
- Collins, A. M.; Ferguson, W. (1993). 《Epistemic forms and epistemic games: Structures and strategies to guide inquiry》. 《Educational Psychologist》 28. 25–42쪽. doi:10.1207/s15326985ep2801_3.
- Greeno, J., Collins, A. M., & Resnick, L. (1996). Cognition and learning. (pp. 15–46) In D. Berliner and R. Calfee (Eds.), Handbook of Educational Psychology. New York: Macmillan.
- Bielaczyc, K. & Collins, A. M. (1999). Learning communities in classrooms: A reconceptualization of educational practice. In Reigeluth, C. M. (Ed), Instructional-design Theories and Models: A New Paradigm of Instructional Theory : 269–292.
- Collins, A.M.; Joseph, D.; Bielaczyc, K. (2004). 《Design research: Theoretical and methodological issues》 (PDF). 《Journal of the Learning Sciences》 13. 15–42쪽. doi:10.1207/s15327809jls1301_2. S2CID 7154229. 2010년 6월 13일에 원본 문서 (PDF)에서 보존된 문서. 2009년 4월 29일에 확인함.
- Collins, A. & Halverson, R. (2009): Rethinking Education in the Age of Technology: The Digital Revolution and Schooling in America. New York: Teachers College Press.